# Лебяжка (приток Самары)
Лебяжка — река в России, течёт по территории Новосергиевского района Оренбургской области. Устье реки находится в 478 км по левому берегу реки Самара. Длина реки составляет 24 км. Площадь водосборного бассейна — 144 км².

## Данные водного реестра
По данным государственного водного реестра России относится к Нижневолжскому бассейновому округу, водохозяйственный участок реки — Самара от истока до Сорочинского гидроузла. Речной бассейн реки — Волга от верховий Куйбышевского вдхр. до впадения в Каспий.
Код объекта в государственном водном реестре — 11010000912112100006215.